# جيم جونز (سياسي)
جيم جونز (بالإنجليزية: Jim Jones) هو محامي وقاضي وسياسي أمريكي، ولد في 13 مايو 1942 في توين فولز في الولايات المتحدة. حزبياً، نشط في الحزب الجمهوري.